# Joachim Reinhold Von Glasenapp
Baron Joachim Reinhold Von Glasenapp (1717 - 1800?) is door zijn kleurrijke leven ongetwijfeld de bekendste figuur uit de geschiedenis van Tegelen.

## Jeugd
Joachim was oorspronkelijk geen Tegelenaar maar werd geboren in het plaatsje Wardin in het Pruisische landsdeel Pommeren (nu Wardyń Dolny in Polen) in 1717 als zoon van een plaatselijke lage edelman.
Von Glasenapp begint zijn loopbaan op 13-jarige leeftijd als Leibpage bij het Cadetten Corps van de Pruisische koning Frederik II (beter bekend als Frederik de Grote). In 1740 wordt hij Gefreiterkorporal (vaandrig).

## In dienst van Frederik de Grote
In 1745 wordt hij luitenant en tevens de adjudant van generaal Gerhard Cornelius Von Walrave. Hier dient hij 17 jaar. Grote delen van Limburg en ook Tegelen behoorden tot 1817 nog tot het Heilige Roomse Rijk. Tegelen lag toen als onderdeel van het hertogdom Gulik de jure niet in Pruisen maar dit opkomende koninkrijk deelde na de Vrede van Utrecht (1713) wel steeds meer de lakens uit in het Rijnland. In 1743 bezoekt Joachim vanuit zijn toenmalige garnizoensplaats Geldern het kasteel Holtmühle in Tegelen. 
Von Glasenapp ontmoet hier de dochter van de toenmalige kasteelheer van Tegelen, baron Von Hundt, barones Anne Elisabeth Von Hundt.  De barones en Von Glasenapp schreven elkaar brieven en werden verliefd. Maar baron Von Hundt zag deze Pruis niet zitten als schoonzoon en gaf geen toestemming om te trouwen. Von Glasenapp was niet van plan zich hierbij neer te leggen en  bedacht een listig plan hoe hij haar toch kon verschalken. De barones werd tijdens een rijtoer op de Heide ontvoerd door rovers. Een van de rovers was Von Glasenapp: het is niet bekend of Anne Von Hundt van tevoren wist dat ze 'ontvoerd' zou worden, maar ze trouwden in Duitsland in 1747, waarbij baron Von Hundt dus voor een voldongen feit geplaatst was. Enkele jaren later erft Von Glasenapp het kasteel en de bijbehorende titel, heer van Tegelen, van zijn schoonvader.
Op 31 mei 1751 moet Von Glasenapp na een (verboden) duel het Pruisische leger verlaten. Nadat hij het kasteel te Tegelen flink heeft verstevigd in 1752, besluit hij weer in dienst te gaan. Joachim probeerde het eerst in het Saksische leger, maar besluit al snel weer in Pruisische dienst te treden.
Hij wordt kapitein van de 2e compagnie der huzaren bij het Fischersche Freikorps. Na kort in Nordhausen gelegerd te zijn met een korps huzaren verlaat hij weer, nu als majoor, het Pruisische leger en keert naar Tegelen terug.
Joachim kon niet wennen aan een leven zonder het leger en besluit eind 1757 zijn beroemde Frei-Husaren korps op te richtten, een door hemzelf getraind en bekostigd regiment van ongeveer 120 man. Inmiddels was de zevenjarige oorlog tussen Pruisen en Frankrijk uitgebroken en Von Glasenapp meldde zich onmiddellijk enthousiast aan bij koning Frederik om mee te vechten. Volgens overlevering vocht Von Glasenapp vervolgens mee in de slag bij Krefeld 1758. Ondanks de 100 maal sterkere overmacht winnen de Pruisen van de Fransen. Voor moedig gedrag zou Von Glasenapp de Pour le Mérite gekregen hebben.
Von Glasenapp krijgt in 1760 van Frederik de Grote de toestemming om buiten zijn huzaren een regiment lichte dragonders op te richten.
Ofschoon de 2 eskadrons huzaren in Tegelen werden opgericht, is het regiment dragonders nooit op Tegelse bodem geweest maar lag hun hoofdkwartier in Leipzig. De Frei-Husaren und Dragoner Von Glasenapp vechten bij verschillende veldslagen die Frederik de Grote voert tegen Oostenrijk als onderdeel van de zevenjarige oorlog. De belangrijkste slag voor Von Glasenapp vindt in 1762 bij Rötha plaats waar het grootste deel van zijn soldaten sneuvelt en hijzelf ternauwernood weet te ontkomen aan gevangenneming door de Oostenrijkers.
Na de 7-jarige oorlog worden alle "frei regimenten" ontbonden waaronder ook dat van Von Glasenapp. De resterende manschappen en paarden worden in de Schlesische cavalerie ondergebracht. Joachim mag wegens zijn verdiensten voor Frederik een beperkt aantal manschappen onder eigen beheer houden en wordt in 1764 bevordert tot kolonel en werft een tijdje rekruten voor het leger van koning Frederik.

## Geldproblemen
Op een gegeven moment bestond zijn leger uit ongeveer 500 man en een flink aantal paarden die allemaal gevoed en van uitrusting voorzien moesten worden. Ondanks de inkomsten uit zijn via zijn vrouw geërfde landgoederen in Tegelen en zijn eigen uitgestrekte landerijen in Pommeren kreeg Von Glasenapp moeite om de benodigde gelden bij elkaar te krijgen. Door de enorme kosten die zijn privéleger met zich meebracht, maar dat hij, ondanks dringend advies van zijn financieel adviseurs, niet wilde opgeven, had Von Glasenapp ten slotte steeds grotere financiële problemen. In Tegelen doen nog altijd de verhalen de ronde over de pogingen die de baron deed om fondsen te werven: zo gaf hij een tijdje 'eigen geld' uit dat natuurlijk niets waard was (de zogenaamde Glasenäppkes) en ook wilde hij een stuk grond laten bevloeien door een beek stroomopwaarts te laten stromen, wat ook geen resultaat gaf. Ten slotte, rond 1780, heeft Von Glasenapp door al zijn uitgaven en gerechtelijke processen over bezittingen, bijna niets meer over. Er gingen geruchten dat hij, om zijn inkomsten toch enigszins op te vijzelen, zich aansloot bij de beruchte roversbende de Bokkenrijders, hoewel harde bewijzen ontbreken.
Beperkte lezing van processtukken in beide Limburgen geven een 5-tal getuigenissen over zijn leiderschap bij de bende. Als dan ook nog zijn relatie op de klippen loopt, besluit hij het kasteel in Tegelen te verlaten.
De “baron” (of “Freiherr”, zoals hij aangesproken wordt) verhuist naar een klein kasteeltje, “Het Castellchen”, in Dülken. Zijn altijd trouw gebleven Feldwebel (korporaal) Zacharias volgt hem. Ze dragen nog steeds het oude uniform uit de 7-jarige oorlog.

## Laatste jaren
Nadat Joachim enkele jaren in Dülken gewoond heeft, trekt hij met zijn knecht verder, maar er is niet bekend waarheen. In 1783 is hij nog een keer op het kasteel in Tegelen om een nieuwe pastoor te benoemen, waartoe hij nog steeds het recht had als heer van Tegelen. Voor het laatst horen we van hem door middel van enkele brieven uit 1790. Daarna verdwijnen alle sporen. Hij zou in 1800 in een armenhuis in Keulen gestorven zijn, maar hiervan zijn geen bewijzen gevonden. Ook in de archieven van Pruisen in Berlijn is niets te vinden. Wel bekend is dat zijn trouwe knecht Zacharias in 1805 overlijdt in het Pruisische plaatsje Kaldenkerken dicht bij Tegelen.

## Erfenis van Von Glasenapp
Het leven van Von Glasenapp heeft na zijn tijd steeds tot de verbeelding gesproken van veel Tegelenaren. Mede ook omdat verschillende Tegelse jongens bij zijn huzaren in dienst traden en bij terugkeer naar huis vele verhalen konden vertellen over wat ze meegemaakt hadden onder de leiding van de baron. Van generatie op generatie werden diens avonturen steeds weer op smakelijke wijze aangehaald, thuis op lange winteravonden en in de kroeg. In de jaren tachtig kwam er een initiatief om hier wat meer mee te doen en zo is er heden een  historische werkgroep "Frei Husaren Von Glasenapp 1760" die het leven van de huzaren van Von Glasenapp uitbeeldt. De uniformen zijn natuurgetrouw nagemaakt. Ze treden op bij lokale, nationale en internationale evenementen die met geschiedenis te maken hebben en hebben zelfs verscheidene malen prijzen gewonnen.
Ook is er in Tegelen een straat en aansluitend plein naar Von Glasenapp genoemd. Opmerkelijk is dat hierbij zijn naam op zijn Nederlands als Glazenap wordt gespeld. Bij die straat ligt ook het Glazenapplein.